# Tomohiko Ikeuchi
Tomohiko Ikeuchi (jap. 池内 友彦 Ikeuchi Tomohiko; ur. 1 listopada 1977) – japoński piłkarz występujący na pozycji obrońcy.

## Kariera klubowa
Od 1996 do 2008 roku występował w klubach Kashima Antlers, CFZ i Consadole Sapporo.